# El Couz
El Couz es una aldea española de la parroquia de Bodenaya, perteneciente al municipio de Salas, en la comunidad autónoma de Asturias.

## Historia
Hacia mediados del siglo XIX, el lugar, ya por entonces perteneciente a la parroquia de Bodenaya del municipio de Salas, tenía contabilizada una población de 95 habitantes. Aparece descrito en el séptimo volumen del Diccionario geográfico-estadístico-histórico de España y sus posesiones de Ultramar de Pascual Madoz con las siguientes palabras:

COUZ: l. en la prov. de Oviedo, ayunt. de Salas y feligresia de Sta. Maria de Bodenaya. (V.). pobl.: 19 vec., 95 almas.
(Madoz, 1847, p. 159)

En 2023, la entidad singular de población de El Couz tenía empadronados 19 habitantes, todos ellos en diseminado.